# Petit-duc scops
Otus scops
Espèce
Statut de conservation UICN

 LC  : Préoccupation mineure
Statut CITES
Répartition géographique
- zone de reproduction
- habitat permanent
- zone de nidification
- zone d'hivernage

Le Petit-duc scops (Otus scops) est une espèce d'oiseaux appartenant à la famille des Strigidae. Il est aussi appelé Hibou petit-duc. Comme son nom l'indique, il s'agit d'un tout petit hibou de la taille d'un merle ; cela en fait l'un des plus petits strigidés d'Europe, avec la Chevêchette d'Europe. Il s'agit de l'unique représentant des petits-ducs en France.

## Étymologie
Le nom scientifique de l'espèce, Otus scops, est composé du terme otus, terme latin signifiant oiseau de nuit pourvu d'oreilles (bien que l'on parle d'aigrettes et non d'oreilles) et de scops, du grec skōps désignant l'action de scruter ou regarder avec attention, ou directement un petit hibou, signalant l'importance de la vue chez les rapaces noctures,.
Son nom vernaculaire, Petit-duc scops, fait référence à la fois à sa petite taille et à la fois au duc, le rang le plus élevé après le prince, montrant son importance parmi les rapaces nocturnes.

## Description
Le petit-duc scops mesure entre 16 et 20 cm, pour une envergure de 53 à 64 cm et un poids de 60 à 135 g,. Il en existe deux morphotypes, l'un gris-brun et l'autre roux-brun (moins fréquent). Ses yeux jaunes se trouvent à la base extérieure d'un grand V formé par un bec noir, des sourcils blanchâtres et des aigrettes assez courtes qui ne sont pas toujours visibles s'il les aplatit. Son disque facial est gris et plus sombre autour des yeux. Son plumage cryptique, dont la couleur varie entre les deux morphotypes et est parsemé de lignes et de barres, ressemble fortement à l'écorce, ce qui le rend difficile à repérer. Sa nuque est parsemée de taches claires. Ses ailes sont assez longues tandis que la queue est courte. Les pattes possèdent des plumes blanches et ses serres sont grises.
Les juvéniles sont semblables aux adultes, avec un plumage plus uniforme.
La longévité est de 6 ans dans la nature et jusqu'à 12 ans en captivité[réf. nécessaire].
Le Petit-duc est légèrement plus petit et plus svelte que la Chevêche d'Athéna, avec laquelle il peut être confondu de loin.

### Chant et vocalisations
Le chant du mâle est constituée d'une courte note grave flutée, répétée continuellement toutes les 2 à 3 secondes (voisin du chant du crapaud accoucheur),. La femelle émet un chant similaire, mais plus aigu et étalé, et changeant lorsqu'elle a trouvé un partenaire.

## Répartition et habitat

### Répartition
Le Petit-duc niche du Sud-Est de l'Europe jusqu'à l'Asie centrale. C'est un migrateur qui passe ses hivers dans les zones les plus au sud de l'Europe ou dans les régions sub-sahariennes.
La population européenne représente 57% de la population mondiale de l'espèce et les données officielles estiment que sa présence sur le continent se chiffre entre 232 000 et 393 000 couples reproducteurs (BirdLife International, 2015), pour un total de 463 000 à 785 000 oiseaux adultes.
En France on le rencontre essentiellement en région méditerranéenne et il se raréfie de plus en plus en allant vers le nord. Depuis plusieurs années, il est régulièrement présent et entendu dans le nord du département de la Vienne.

### Habitat
Le petit-duc scops vit dans des zones ouvertes ou semi-ouverts, comportant quelques feuillus. Il s'adapte bien aux zones modifiées par l'être humain, comme les parcs, les vergers ou les jardins. Dans certaines régions, il peut vivre dans des forêts de conifères ou des arbres plus petits comme le genévrier. On le trouve plutôt à basse altitude, généralement en dessous de 1 500 m, bien qu'il puisse monter plus haut dans certaines régions (3 000 m au Pakistan).

## Écologie et comportement

### Alimentation
Le petit-duc scops se nourrit surtout d'insectes : majoritairement des orthoptères (sauterelle, criquet), moins fréquemment des coléoptères, des papillons de nuit ou des araignées ; il peut à l'occasion consommer des vers de terre, des petits oiseaux, des petits batraciens, ou des petits mammifères comme les campagnols ou les musaraignes,.
Comme la plupart des chouettes et hiboux, il rejette des pelotes de réjection. Celles-ci mesurent 27 mm x 11 mm.

### Reproduction
Le petit-duc scops niche généralement dans un arbre creux ou un trou de mur. Cependant, il a également été observé nichant dans des nids abandonnés de pies ou dans des balais de sorcière.

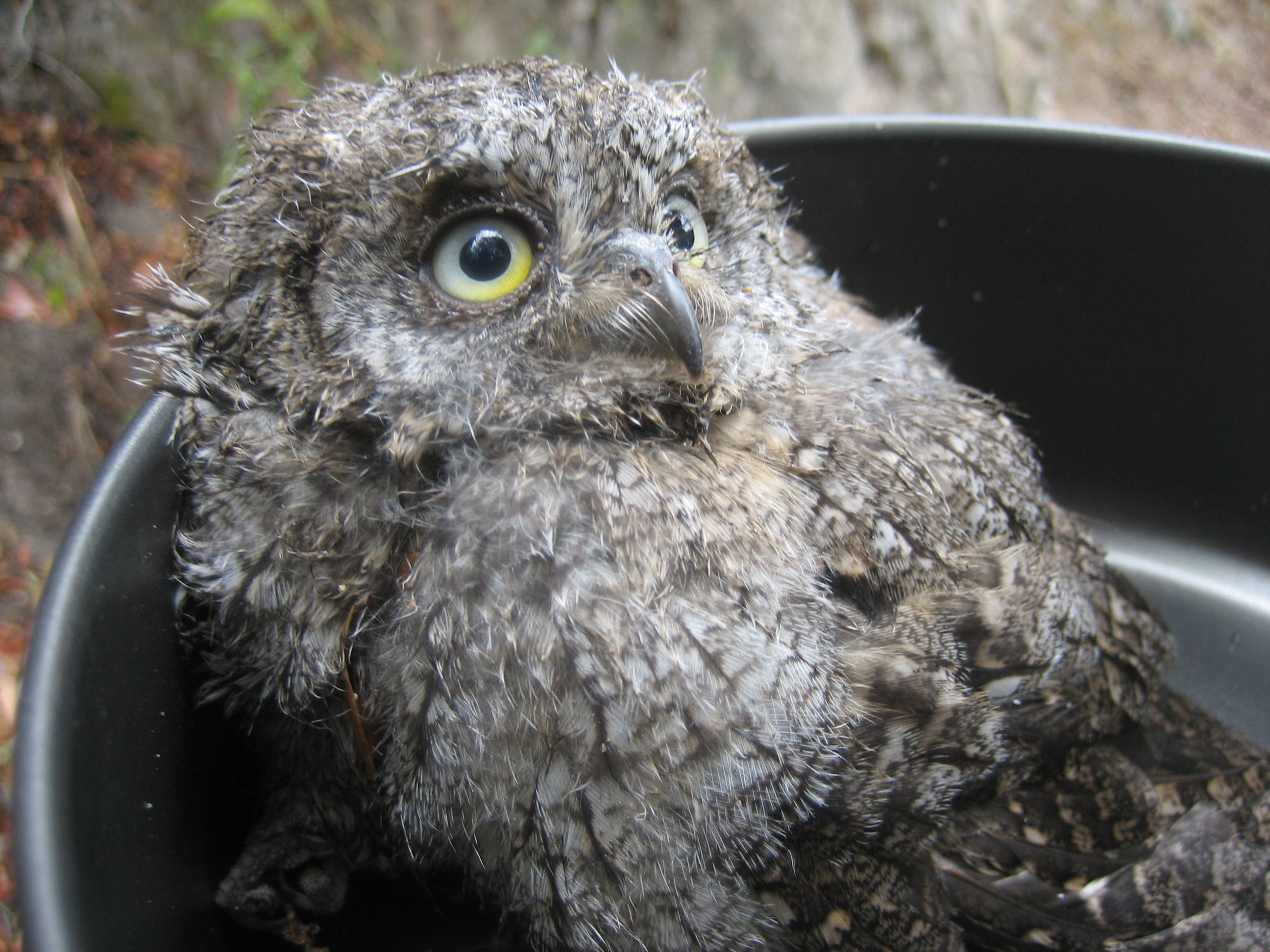

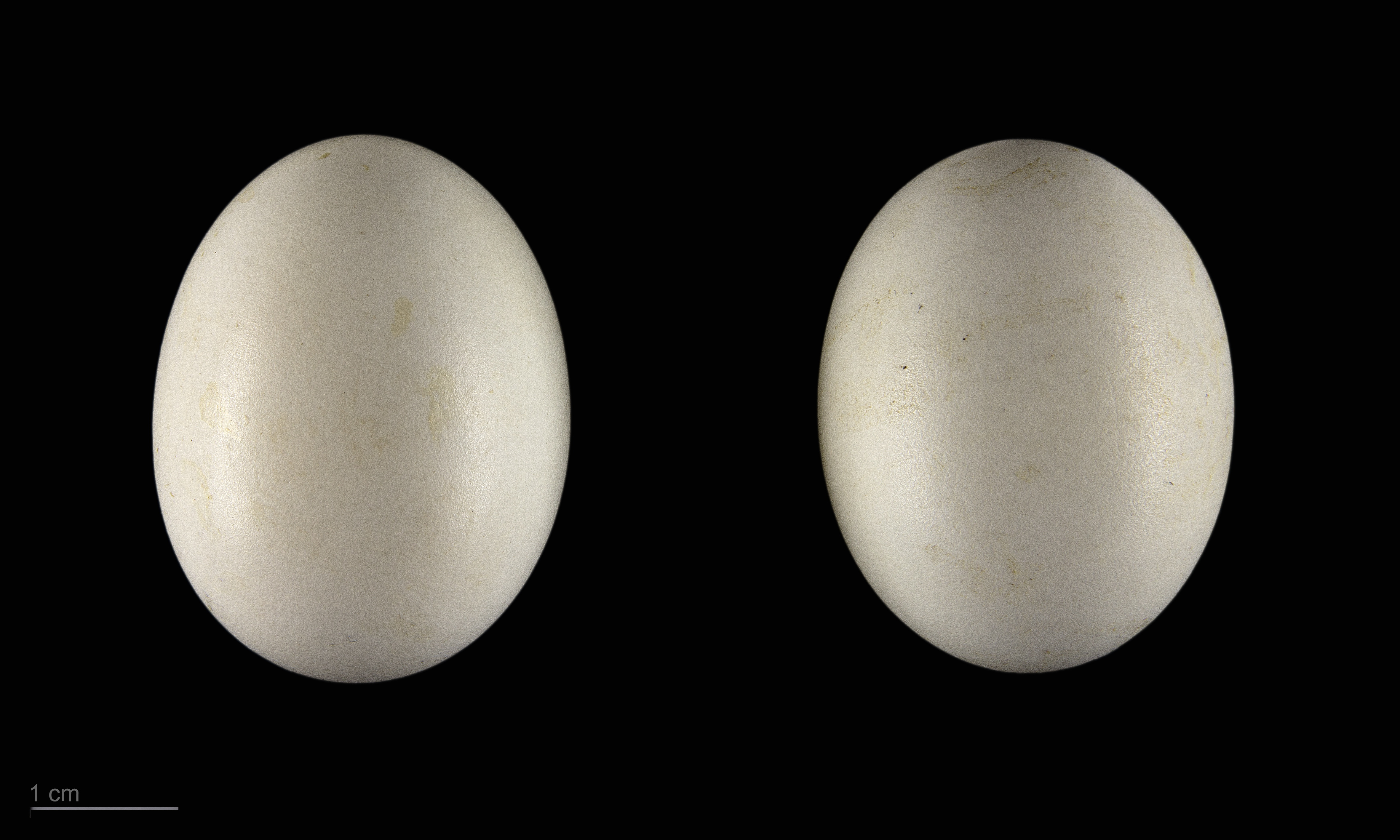
Œuf dOtus scops - Muséum de Toulouse

Ils n'effectuent habituellement qu'une seule couvée par an. La ponte a lieu de début mai à début juillet et comporte de trois à cinq œufs (intervalle de ponte : deux jours[réf. nécessaire]) que la femelle commence à couver dès le 3e  pour une durée de 24 à 25 jours. Les œufs sont blancs, de forme arrondie et ont une taille de 30 x 27 mm pour un poids de 13 g.
Les jeunes restent au nid durant un peu plus de trois semaines ; ils volent correctement à trente jours, mais les parents continuent de les nourrir encore de quatre à six semaines. Les petits-ducs peuvent ensuite se reproduire dès l'âge de dix mois.
Une étude parue en 2010 dans Biology Letters portant sur le petit-duc scops montre que la cire de leurs plumes reflète les UV dès le plus jeune âge, mais de manière différente selon leur masse corporelle. Appelé « réflectance », ce phénomène influencerait le comportement de nourrissage des parents les poussant à nourrir les oisillons les moins lourds.

## Systématique
Le petit-duc scops a été décrit pour la première fois par le naturaliste Carl von Linné en 1758, sous l’appellation Strix scops.
D'après la classification de référence du Congrès ornithologique international (24 juillet 2024), le Petit-duc scops possède 5 sous-espèces (ordre phylogénique) :
- Otus scops scops (Linnaeus, 1758) : La sous-espèce nominale. Vit de la France et les îles méditerranéennes à la Volga, limitée au sud par le nord de la Turquie et la Transcaucasie.

- Otus scops mallorcae von Jordans, 1923 : Vit dans la péninsule ibérique, les îles Baléares et le Maghreb, migrateur partiel.

- Otus scops cycladum (Tschusi, 1904) : Vit dans le sud de la Grèce (incluant l'archipel des Cyclades) et au Proche-Orient, migrateur partiel.

- Otus scops turanicus (Loudon, 1905) : Vit en Irak, en Iran, au Turkménistan et au Pakistan.

- Otus scops pulchellus (Pallas, 1771) : Vit à l'est de la Volga et jusqu'au lac Baïkal, et au sud jusqu'à l'Altaï.

On comptait également anciennement une sixième sous-espèce sous le nom Otus scops cyprius ; celle-ci, endémique de Chypre, forme maintenant une espèce à part, le Petit-duc de Chypre (Otus cyprius). Cette séparation est aujourd'hui acceptée par la plupart des autorités ornithologiques.

## Le petit-duc scops et l'humain

### Conservation
Le petit-duc scops est classé comme "préoccupation mineure" par l'UICN. Cependant, l'espèce est en déclin en Europe et est généralement considérée comme l'un des strigidés les plus en déclin. Cette diminution est notamment causée par le changement des pratiques agricoles, notamment en raison de la diminution de la biodiversité qu'ils peuvent causer. La prédation par la Chouette hulotte est aussi un des facteurs de la régression des populations de petit-ducs.
Il bénéficie d'une protection totale sur le territoire français depuis l'arrêté ministériel du 17 avril 1981 relatif aux oiseaux protégés sur l'ensemble du territoire. Il est donc interdit de le détruire, le mutiler, le capturer ou l'enlever, de le perturber intentionnellement ou de le naturaliser, ainsi que de détruire ou enlever les œufs et les nids, et de détruire, altérer ou dégrader son milieu. Qu'il soit vivant ou mort, il est aussi interdit de le transporter, colporter, de l'utiliser, de le détenir, de le vendre ou de l'acheter.